# Søvandindvindingsanlæg (Nordamerika)
Søvandindvindingsanlæg i Nordamerika (kendt som water cribs) er konstruktioner placeret midt i  ferskvandssøer.  Søvandet løber ind i anlæggets bund, suges op til toppen, hvorefter det ledes nedad igen gennem rør til tunneler gravet under søbunden.  Fra tunnelerne ledes vandet til viderebehandling i anlæg på land.  Tidligere skete processen ved hjælp af tyngdekraften, mens der i dag bruges pumper placeret på land.
| Bygning eller seværdighed | Spire Denne artikel om en bygning, et bygningsværk eller en seværdighed er en spire som bør udbygges. Du er velkommen til at hjælpe Wikipedia ved at udvide den. |